# Amuesha
Amuesha (Yanesha, Lorenzo, Amueixa) /amuesha dolazi od aamo (kapibara)/, pleme američkih Indijanaca iz peruanskih departmana Huánuco, Junín i Pasco, naselejnih uz rijeke Palcazú, Pichis, Pachitea, Huancabamba, Cacazú, Chorobamba i Yurinaqui. Prema ranijoj klasifikaciji činili su vlastitu jezičnu porodicu lorenzan, a danas se s Chamicuro Indijancima vode kao zapadna skupina maipurean jezika. Smtara se da su u podnožje Anda stigli prije nekih 2.000 godina. Populacija: 10,000 (2000 W. Adelaar). Sami sebe nazivaju Yanesha (mi ljudi).